# Cats Don't Dance
Cats Don't Dance is een Amerikaanse animatiefilm uit 1997 geregisseerd door Mark Dindal. De film werd geproduceerd door Turner Feature Animation en gedistribueerd door Warner Bros. Hij ging in première op 26 maart 1997.

## Verhaal
In een wereld waar dieren koning zijn, droomt Danny, een schattige kat, ervan om filmster te worden. Aangekomen in Hollywood ontmoet hij een groep dierenacteurs en krijgt hij een rol in een film. Maar Darla, een vreselijke kinderster, maakt het leven moeilijk voor Danny en de kat heeft het moeilijk om zijn talent uit te drukken...

## Stemverdeling
| Acteur           | Personage      |
| ---------------- | -------------- |
| Scott Bakula     | Danny          |
| Jasmine Guy      | Sawyer         |
| David Johansen   | Bus Driver     |
| Ashley Peldon    | Darla Dimple   |
| Frank Welker     | Farley Wink    |
| René Auberjonois | Flanagan       |
| Betty Lou Gerson | Frances        |
| George Kennedy   | L.B. Mammoth   |
| Mark Dindal      | Max            |
| Don Knotts       | T.W. Turtle    |
| John Rhys-Davies | Woolie Mammoth |
| René Auberjonois | Erzähler       |